# Wirtschaft Südafrikas
Die Wirtschaft Südafrikas zählt neben der von Nigeria und Ägypten zu den leistungsstärksten Volkswirtschaften auf dem afrikanischen Kontinent. Quantitativ bildeten 2013 die Bereiche Finanzdienstleistungen, Immobilien und unternehmensnahe Dienstleistungen, das verarbeitende Gewerbe und der öffentliche Dienst die größten Anteile innerhalb des BIP Südafrikas. Der Bergbausektor beschäftigt etwa 500.000 Menschen, darunter besonders viele Geringqualifizierte. Ein gutes Drittel der Exporterlöse beruht auf dem Verkauf von Rohstoffen.
Im Global Competitiveness Index, der die Wettbewerbsfähigkeit eines Landes misst, belegt Südafrika Platz 60 von 141 Ländern (Stand 2019). Im Index für wirtschaftliche Freiheit belegt Südafrika für 2020 Platz 106 von 180 Ländern.

## Wirtschaftsgeschichte

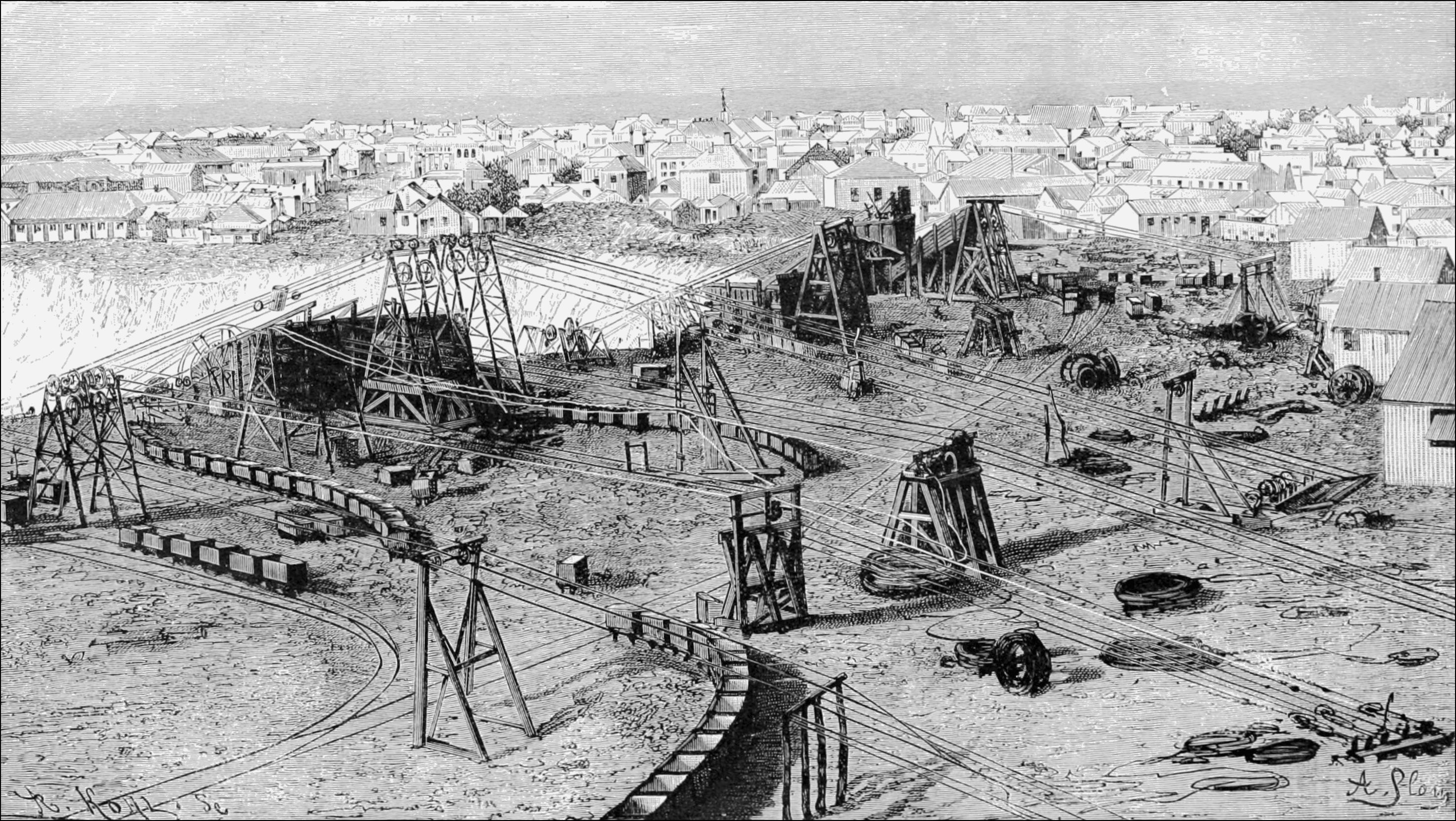
Diamantenmine in Kimberley (1892)

Im heutigen Südafrika dominierte lange die Subsistenzwirtschaft. Die ersten weißen Siedler richteten ab 1652 in Kapstadt eine Versorgungsstation für Schiffsbesatzungen ein, für die Nahrungsmittel angebaut werden mussten. Die Landwirtschaft dominierte, bis 1867 am Ufer des Oranje die ersten Diamanten entdeckt wurden. Vor allem in Kimberley wurden in der Folge Diamanten gefördert. Erste Goldfunde im östlichen Transvaal bei Pilgrim’s Rest (1873) und Barberton (1881) lockten viele Goldgräber an. 1886 wurde im Witwatersrand erstmals Gold gefunden, worauf zum Ende des Jahrhunderts ein Goldrausch folgte, der zur Entstehung großer Städte wie Johannesburg führte. In der Folge kam es zum Zweiten Burenkrieg, in dem die Briten die Oberhoheit über das Gebiet gewannen. Weitere Bodenschätze wurden in rascher Folge gefunden. Die hohen Gewinne kamen während der Apartheid vor allem der weißen Bevölkerungsgruppe zugute. Schwarze Bergleute mussten meist riskante, schlecht bezahlte Arbeiten verrichten. Oft waren es Wanderarbeiter – so arbeiteten 1977 über 128.000 Bergleute aus Lesotho in den südafrikanischen Minen. In den Jahren nach 1980 gingen vor allem im Bergbau viele Arbeitsplätze verloren.

## Wirtschaftsstruktur

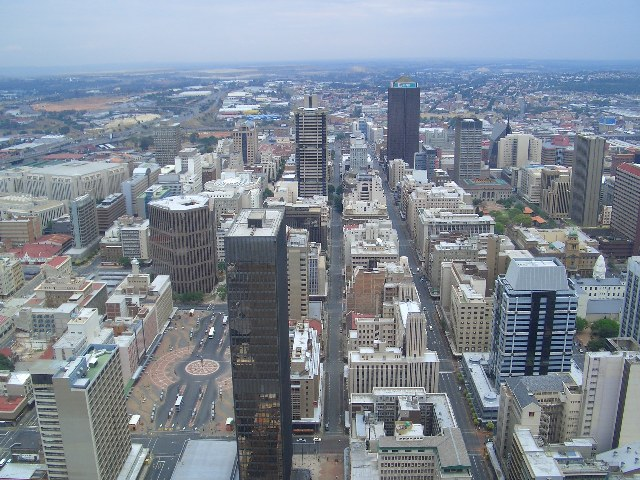
Zentrum von Johannesburg

Südafrika war mit einem Bruttoinlandsprodukt von über 578 Milliarden US-Dollar die größte Volkswirtschaft Afrikas und gehört der G8+5 an. Insbesondere die ländlichen Gebiete in den ehemaligen Homelands ähneln jedoch einem Entwicklungsland. 2016 fiel Südafrika auf den dritten Platz auf dem Kontinent zurück, nach späteren Berechnungen im selben Jahr lag es jedoch wieder an der Spitze.
Südafrika dominiert die Wirtschaft des südlichen Afrika und bildet bereits seit 1910 zusammen mit den heutigen Staaten Eswatini, Namibia, Lesotho und Botswana die Zollunion des Südlichen Afrika (SACU). Darüber hinaus ist Südafrika Mitglied der Südafrikanischen Entwicklungsgemeinschaft (SADC) sowie des Entwicklungsprogramms Neue Partnerschaft für Afrikas Entwicklung (NEPAD) der Afrikanischen Union.
Der Beitrag der verschiedenen Wirtschaftssektoren zum Bruttoinlandsprodukt liegt zu 66 % beim Dienstleistungssektor und 31 % bei der Industrie. Südafrika hat ein gut entwickeltes Finanz- und Rechtssystem und eine allgemein gut ausgebaute Infrastruktur (Kommunikations-, Energie- und Transportwesen). Die letzten Jahre wurden von einem hohen Wachstum geprägt. Im Zeitraum 2005–2007 wuchs Südafrika um jährlich 5 %, 2012 verlangsamte sich das Wachstum auf geschätzt 2,6 %. Das Budget wies auch schon einen Haushaltsüberschuss aus. Die Staatsverschuldung lag 2012 bei 43,3 % des BIP.

Gini-Koeffizienten 2014 nach Weltbankangaben

2012 betrug die Inflationsrate fünf bis sechs Prozent, die Arbeitslosenquote ist mit offiziell 24,9 % (25. Februar 2014) sehr hoch. Zudem gehen nur 13,6 Millionen Südafrikaner einer Arbeit nach, rund 13 Millionen sind Sozialhilfeempfänger. Die Gini-Koeffizienten als Maß für das Ungleichgewicht bei Einkommen und Konsum gehören jeweils zu den höchsten weltweit.
Die wirtschaftliche Benachteiligung der nicht-weißen Bevölkerung konnte nach dem Ende der Apartheid nicht grundlegend beseitigt werden. Zwischen 1994 und 2004 stieg die Arbeitslosigkeit bei Schwarzen von 36 % auf 47 %. Deren Durchschnittseinkommen sank sogar real um 19 %, das der Weißen stieg hingegen um 15 %. Die Armutsquote verschlechterte sich ebenfalls. Allerdings stieg der Anteil schwarzer Manager in börsennotierten Unternehmen von 0 % auf 20 %. Um die wirtschaftliche Benachteiligung der schwarzen Bevölkerung zu beenden, versucht die ANC-geführte Regierung im Rahmen des Broad-Based Black Economic Empowerment-Programms, Stellen in der Verwaltung und den großen Industriekonzernen vermehrt mit schwarzen Bewerbern zu besetzen; Vertreter der weißen Bevölkerung kritisieren an dieser südafrikanischen Variante der affirmative action, dass die Leistung nicht mehr im Vordergrund stehe. Viele Fachkräfte, insbesondere Ärzte und Ingenieure, reagieren mit Auswanderung, vor allem nach Australien, Kanada und in die USA.
Weitere Probleme sind eine hohe Kriminalitätsrate, Korruption und HIV/AIDS. Dazu kommt oft fehlendes Wissen im Verwaltungsbereich. Öffentliche Stellen wurden nach dem Ende der Apartheid häufig an ehemalige Widerstandskämpfer vergeben, auch wenn diese über keine verwaltungstechnische Ausbildung verfügten. Anfang 2000 kündigte Präsident Thabo Mbeki an, das Wirtschaftswachstum und die Investitionen durch Lockerung des Arbeitsrechts, Privatisierung staatlicher Betriebe und Senkung der Staatsausgaben fördern zu wollen. Diese Bestrebungen stießen auf harten Widerstand von Seiten der organisierten Arbeitnehmerschaft. In vielen Branchen wurden Mindestlöhne eingeführt.

### Primärer Sektor

#### Landwirtschaft
2,4 % des südafrikanischen Bruttoinlandsprodukts stammen aus der Landwirtschaft. Produziert werden vor allem Getreide (überwiegend Mais und Weizen), Zuckerrohr, Obst, Zitrusfrüchte, Gemüse, Fleisch, Wein und Zellstoff. Die Schafzucht mit der Produktion von extrem feiner Mohair-Wolle spielt eine weltweit bedeutende Rolle. Die Landwirtschaft bildet allerdings noch 9 % der Arbeitsplätze und stellt als Subsistenzwirtschaft vielen Familien ein zusätzliches Einkommen bzw. Nahrungsmittel. 

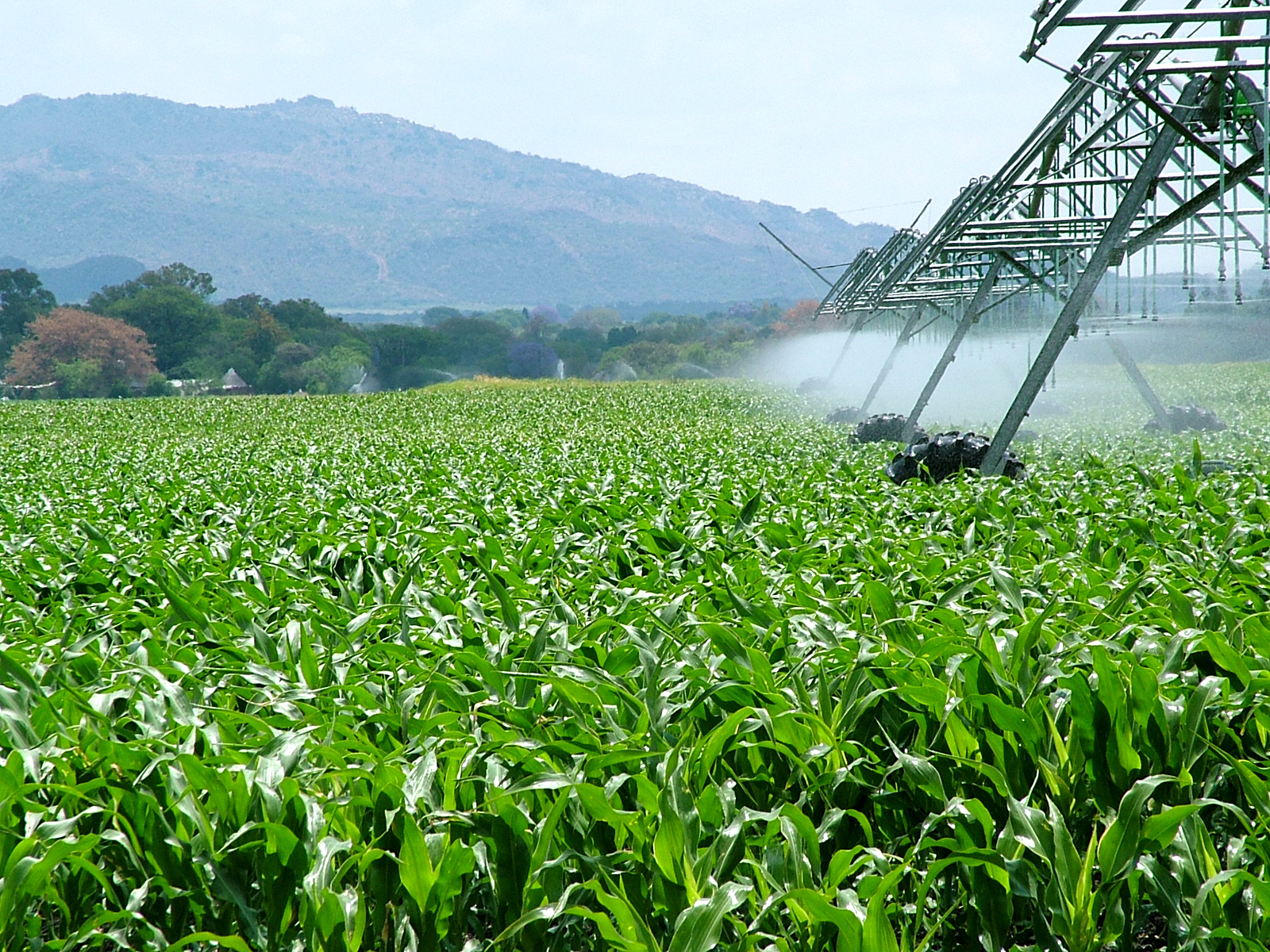
Maisfeld in Südafrika

#### Weinbau
Der Weinbau in Südafrika ist international auf den vorderen Plätzen zu finden. 425 Güter produzieren fast 4000 verschiedene Weine. Die bekannten Weinortschaften Stellenbosch, Franschhoek, Paarl und Somerset West bilden die Weinhochburg in der Provinz Westkap. Mehr als 300 Weingüter sind allein in diesem Gebiet angesiedelt. Wichtige Weinauktionen finden in Paarl statt, wo auch die fünf größten Weinfässer der Welt stehen. Seit 1994 stieg Südafrikas Weinexport von 51 Millionen auf 370 Millionen Liter im Jahr 2011, der größere Teil der Gesamtproduktionsmenge von 872 Millionen Litern (Stand 2012) wird jedoch im Land selbst getrunken bzw. verarbeitet. Deutschland gehört zu den weltweit größten Importeuren südafrikanischer Weine.

### Sekundärer Sektor

#### Industrie
Industrielle Produkte, sowohl im primären Sektor als auch im sekundären Sektor, machen einen großen Teil der Exporteinnahmen Südafrikas aus.

#### Bergbau

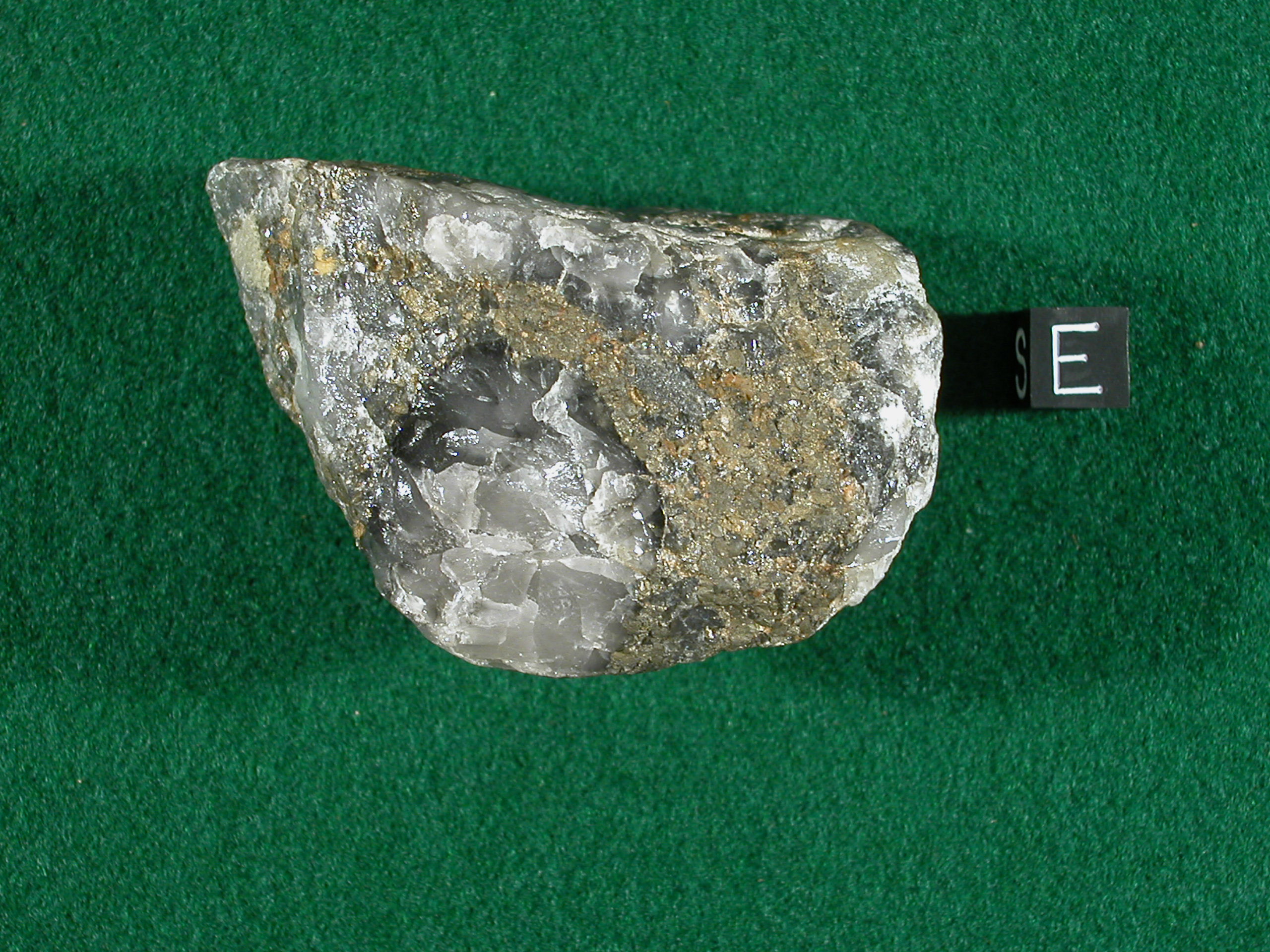
Gold (mit Quarz) aus einer Mine in Welkom

Das Land ist ausgesprochen reich an Bodenschätzen, deren Förderung seit nun geraumer Zeit für mindestens 43 bis 46 Prozent der Exporterlöse Südafrikas verantwortlich sind. Die wichtigsten südafrikanischen Einzelexportprodukte waren 2019 Steinkohle mit einem Exportvolumen im Wert von rund 4,2 Milliarden Euro, dicht gefolgt von Gold und Eisenerz. Das Land besaß 1999 die weltweit größten Fördermengen an Chrom (44 % der Weltförderung), Platin (fast 80 %), Mangan und Vanadium (57 %). Daneben besitzt es große Vorkommen an Gold (21 %), Diamanten (9 %), Kohle (6 %), Eisenerz, Nickel, Titan, Antimon und Palladium. So erbringt die Mine Sishen hochwertiges Eisenerz, das in einem der größten Tagebauminen der Welt abgebaut wird.
Der Bergbau wird von wenigen Konzernen beherrscht, die zu den größten weltweit gehören, etwa Anglo American, Glencore, ARMgold, AngloGold Ashanti und Implats. Der Konzern Lonmin, der die Platinförderung beherrscht, und der Diamantenproduzent De Beers gehören ganz oder teilweise zu Anglo American. Gelegentlich wird die Verstaatlichung der Konzerne diskutiert, von der Regierungspartei ANC jedoch abgelehnt.
Als eines von wenigen Ländern weltweit nutzt Südafrika seine reichen Kohlevorkommen auch zur Gewinnung von Treibstoff, was auf die frühere Autarkiepolitik des Apartheid-Regimes zurückgeht. Das südafrikanische Unternehmen Sasol nutzt dafür das Fischer-Tropsch-Verfahren. Bei der Stromversorgung besitzt die Steinkohle einen Anteil von 90 %.
Die Wettbewerbsfähigkeit des südafrikanischen Bergbaus wird durch häufige Streiks aufgrund der niedrigen Löhne und mangelhaften Arbeitsbedingungen sowie durch die unsichere Energieversorgung für die energieintensiven Branchen geschwächt. Die Arbeit in den Bergwerken ist riskant. Zwischen 1984 und 2005 starben in Südafrika über 11.100 Minenarbeiter.
Insbesondere die Goldminen wie die Mponeng Gold Mine erreichen eine Tiefe von fast 4000 Metern, in denen trotz Kühlung Temperaturen um 32 °C herrschen. Der Abbau ist daher besonders teuer. Wegen des Sturzes des Goldpreises im Oktober 1999 auf bis zu 250 US-Dollar pro Feinunze – bedingt durch massive Goldverkäufe der britischen Notenbank – drohte dem Goldbergbau in Südafrika das völlige Aus. Nur durch Stilllegung von Kapazitäten und den Verfall der südafrikanischen Währung konnte sich der Goldbergbau retten. Mehrere Konzerne verlegten ihren Sitz nach Großbritannien. Kurz darauf erholte sich der Goldpreis und kletterte seit 2009 auf Rekordhöhen, um 2012–14 erneut zu fallen. Der südafrikanischen Wirtschaft gelang es mittlerweile, die überstarke Abhängigkeit von der teuren und daher bei Goldpreisschwankungen immer wieder kriselnden Goldförderung zu verringern. Viele Minen werden bald erschöpft sein.
Auch die Bedeutung anderer Zweige des Bergbaus, von denen heute die Platinförderung am bedeutendsten ist, ging zurück. Während die Bergbauindustrien der 20 größten Produktionsländer im Zuge des Rohstoffbooms 2001–2008 um jährlich fünf Prozentpunkte wuchsen, schrumpfte die Minenwirtschaft in Südafrika um einen Prozentpunkt. Die Krise der Branche eskalierte 2012, als Proteste von Bergbauarbeitern mehr als 50 Todesopfer forderten. Das Zentrum des Streiks war die Marikana-Mine, ein Zentrum der Platinförderung, wo im Verlauf spontaner Streiks über 40 Menschen von der Polizei erschossen wurden. Die Proteste griffen rasch auf den Gold- und Kohlebergbau über. 2014–2016 fielen die Rohstoffpreise nach dem kreditfinanzierten Bergbauboom infolge eines weltweiten Wirtschaftsabschwungs erneut. Zwar beträgt der Anteil Südafrikas an der Weltproduktion von raffiniertem Platin 2020 immer noch 72 %, doch 2020 kam es erneut zu einem Preiseinbruch. Das Land verpasste so die Gelegenheit, in der Phase global wachsenden Rohstoffbedarfs seine sozialen Probleme zu mildern.

#### Energiewirtschaft

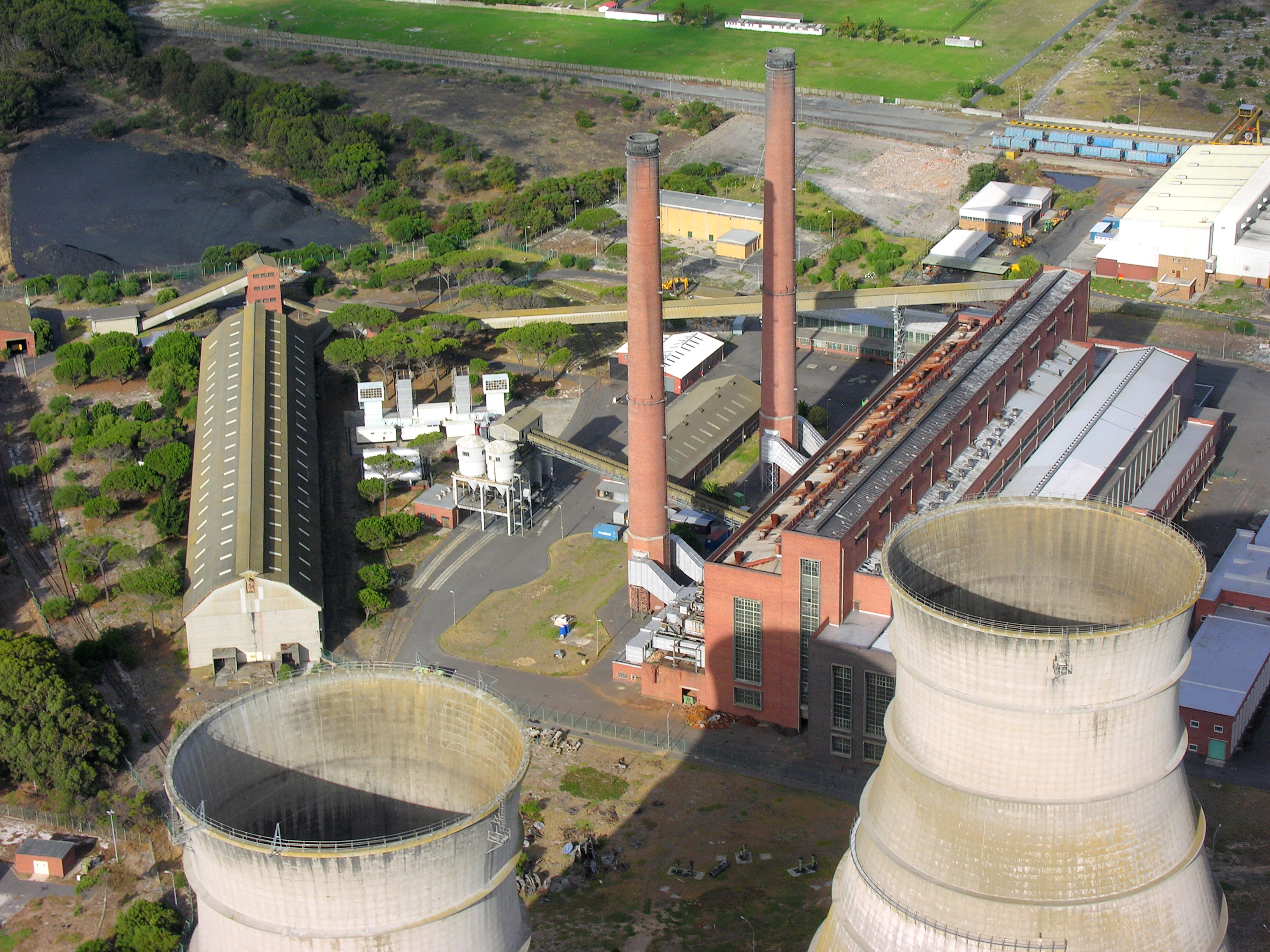
Kohlekraftwerk Athlone bei Kapstadt

Die Energieversorgung obliegt fast ausschließlich dem Eskom-Konzern, der gemessen an der Produktion der siebtgrößte Stromerzeuger weltweit ist. Rund 91 % der Energie wurden 2009 aus fossilen Brennstoffen gewonnen, meist in Kohlekraftwerken. Daneben setzt Südafrika in geringem Maß auf die Atomenergie, auf Wasserkraftwerke und Windkraftanlagen. Ein von der Regierung Zuma geplanter Ausbau der Atomkraftwerke mit russischer Hilfe wurde 2018 von der Regierung Ramaphosa abgesagt.
Im Boom vor der Finanzkrise kam es im Frühjahr 2008 zu einer katastrophalen Krise der Energieversorgung mit häufigen Blackouts wegen des verzögerten Baus neuer Kraftwerke, die nur mit Hilfe von gezielten Abschaltungen und Stromsparprogrammen auch in der Industrie allmählich überwunden wurde. Seither hat die Regierung Schritte zum Ausbau erneuerbarer Energien veranlasst. Zunächst wurden die Stromtarife in den letzten Jahren massiv erhöht, im Schnitt um jährlich 25 Prozent. Durch den Regierungsplan zur Förderung der erneuerbaren Energien („Integrated Resource Plan“ von 2010) wurden ehrgeizige Ausbaupläne definiert und der Energiemarkt für private Investoren geöffnet. Bis zum Jahr 2030 sollen insgesamt 17.800 Megawatt geschaffen werden. Bis 2016 sollen im Rahmen des „Renewable Energy Independent Power Producers (IPPs) Procurement Programme“ in 5 Ausschreibungsrunden insgesamt 3725 Megawatt an neuen Kapazitäten geschaffen werden.

#### Chemische Industrie
Bei Mossel Bay wird Erdgas gefördert. Da Südafrika kaum über Erdöl verfügt, entstanden zur Zeit der Apartheid in Sasolburg und Secunda große Kohleverflüssigungsanlagen, mit denen Kraftstoffe und Grundstoffe für die chemische Industrie gewonnen werden. Das größte einheimische Unternehmen der Chemiebranche aber auch im fossilen Brennstoffbereich ist Sasol, welches das derzeit umsatzstärkste Unternehmen ganz Südafrikas ist.
Südafrikas Chemiemarkt hat sich nach Überwindung der Wirtschaftskrise in wichtigen Teilsegmenten positiv entwickelt. Die Chemieindustrie erzielt 2011 einen jährlichen Gesamtumsatz von etwa 281 Mrd. Rand (knapp 27,7 Mrd. Euro).
Der Absatz von Pharmazeutika in Südafrika konnte 2011 um etwa 8 % auf circa 30 Mrd. Rand zulegen. Besonders positiv entwickelt sich der Markt für Generika und nicht verschreibungspflichtige Medikamente mit Zuwächsen im zweistelligen Bereich. Generika machen mittlerweile mehr als 50 % des Gesamtumsatzes aus. Seit 2004 können Medikamente in Südafrika nur noch zu einem vom Staat festgelegten Preis verkauft werden.
Auch der Markt für Farben und Lacke wächst und profitiert von anziehenden Konsumausgaben sowie durch die Nachfrage der Automobilindustrie und der Baubranche. Im Kunststoffsektor haben die im Branchenverband Plastics SA organisierten südafrikanischen Hersteller dagegen mit Schwierigkeiten zu kämpfen. Hier dominieren Polymere für Verpackungen. Allerdings werden vermehrt Endprodukte vor allem aus asiatischen Ländern importiert.
Zunehmende Bedeutung kommt dem Recycling zu, dessen Quote von 2011 bis 2015 von 18 % auf 35 % zulegen soll.

#### Weitere Industriebranchen
Von Bedeutung sind die Herstellung von Kraftfahrzeugen, etwa durch: 
- Volkswagen of South Africa,
- Toyota South Africa Motors,
- Hyundai Automotive South Africa,
- Ford Motor Company of Southern Africa,
- Mercedes-Benz South Africa, und
- BMW South Africa

sowie deren Zuliefererindustrie sowie die Textilindustrie und die Telekommunikationsindustrie. 
Die Rüstungsindustrie wurde zur Zeit der Apartheid stark ausgebaut, da der Staat nur schwer an Waffen aus anderen Ländern kam, und wird etwa durch die Firma Denel weiterhin betrieben.

### Tertiärer Sektor

#### Kapitalmarkt, Südafrikanische Börse und namhafte Unternehmen
Die wichtigste Wertpapierbörse Südafrikas ist die Johannesburger Börse. Sie ist zudem die größte Börse Afrikas und zählt zu den zwanzig größten der Welt. Der Leitindex der Volkswirtschaft ist folglich der FTSE/JSE All-Share Index. Ihm folgt der FTSE/JSE Top 40 Index. Darüber hinaus gibt es die Cape Town Stock Exchange und als Anleihenbörse gegründet, die Bond Exchange of South Africa (heute unter dem Dach der Johannesburger Börse). Zu den größten und namhaftesten Unternehmen des Landes gehören unter anderem Standard Bank Group, Sasol, FirstRand, MTN Group, Sanlam, Steinhoff International Holdings und AngloGold Ashanti.

#### Tourismus

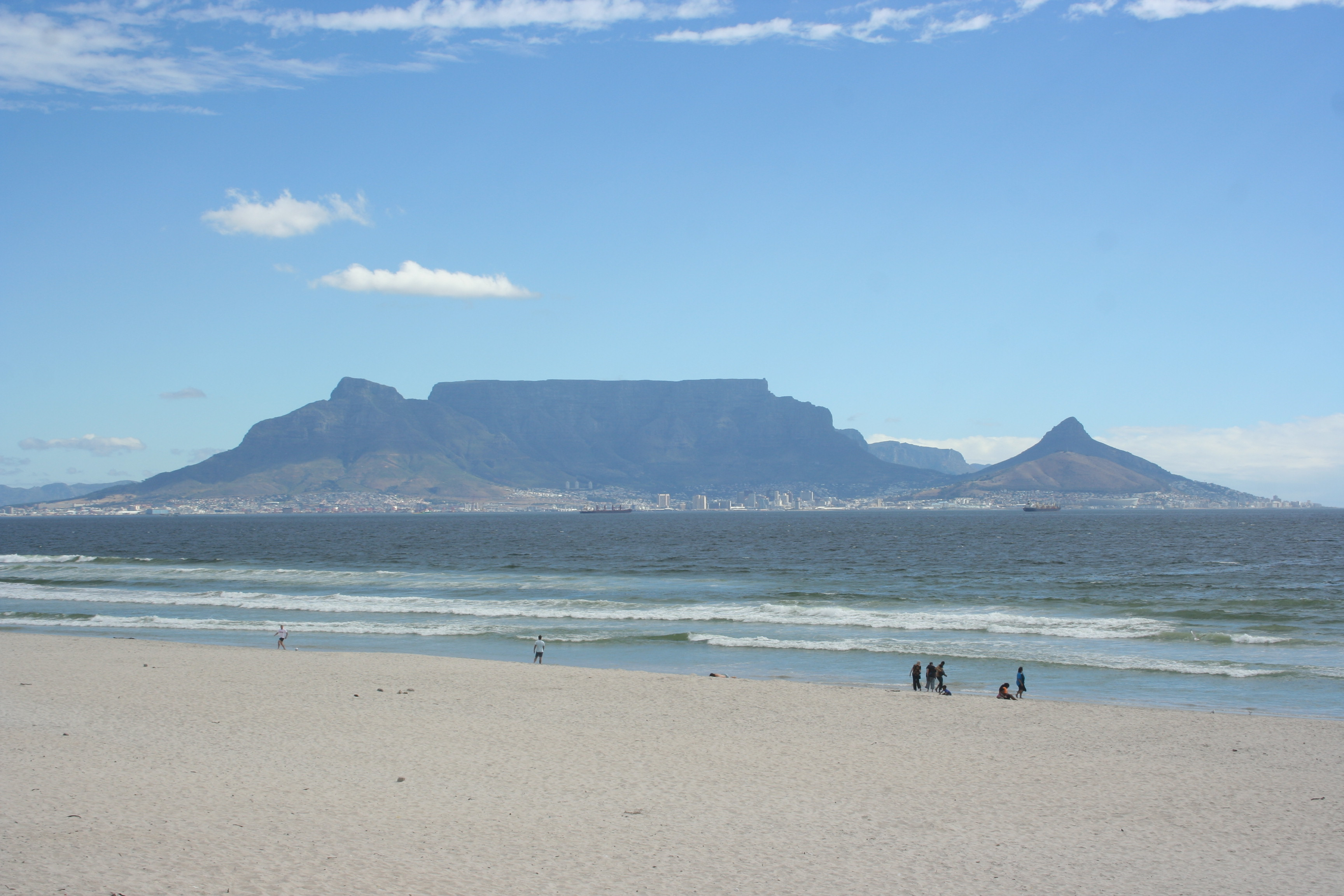
Blick auf Kapstadt und den Tafelberg

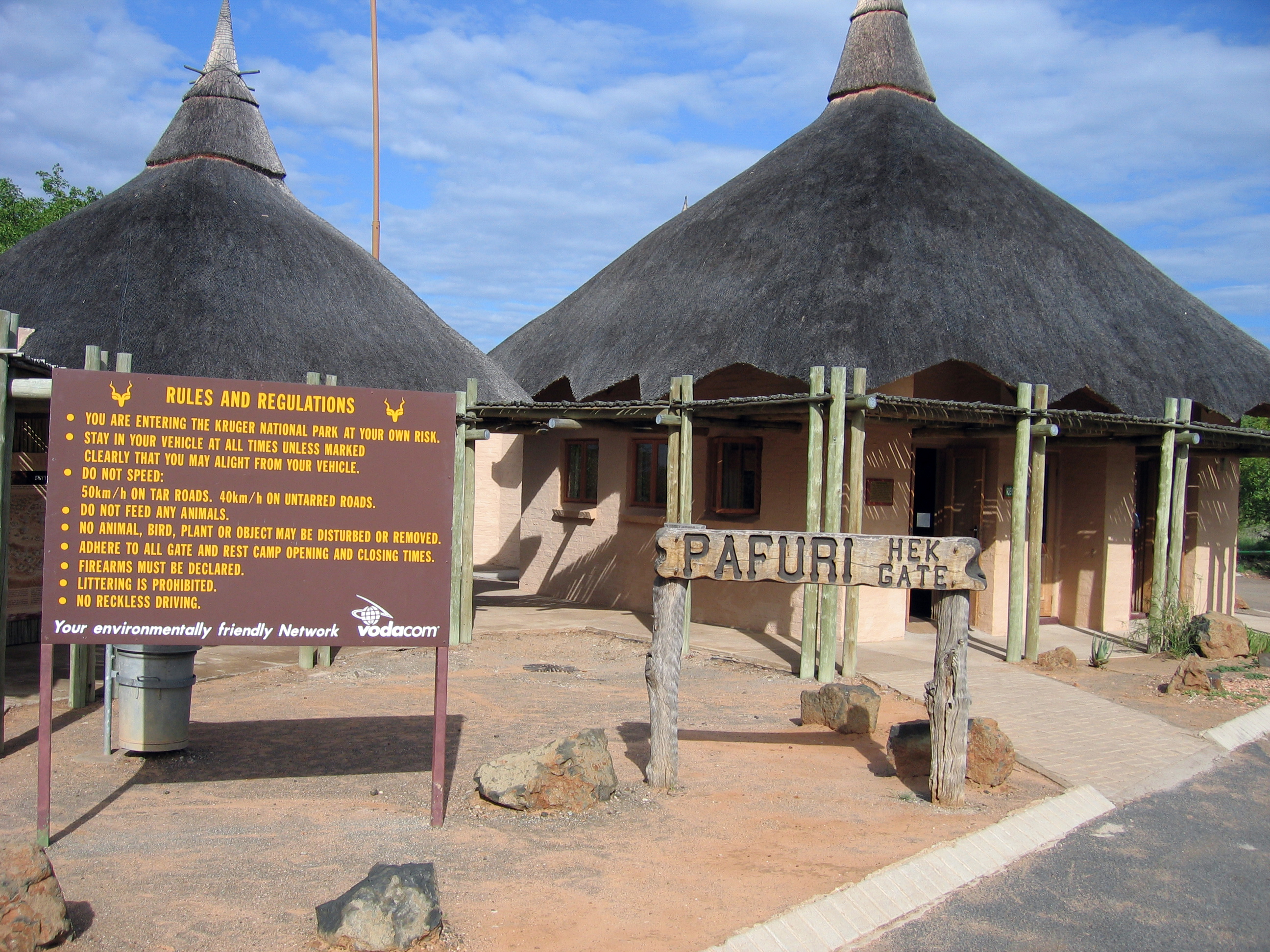
Eingang zum Krüger-Park

Der Tourismus hat sich seit dem Ende des 20. Jahrhunderts zu einem wichtigen Wirtschaftsfaktor entwickelt. Bedeutende Sehenswürdigkeiten Südafrikas sind unter anderen:
- Kruger-Nationalpark und weitere Nationalparks
- Kapstadt mit Tafelberg und Kap-Halbinsel
- Weinregion um Stellenbosch, Franschhoek und Paarl
- Namaqualand
- Witwatersrand mit Johannesburg
- Garden Route
- Durban mit umliegenden Sandstränden
- Drakensberge
- Wild Coast
- Amathole-Berge
- Sun City (vor allem Inlandstourismus)[36]

Im Jahr 2002 besuchten mehr als sechs Millionen Touristen das Land, 2005 wurde der Anteil des Tourismus am Bruttoinlandsprodukt schon auf mehr als 7 % geschätzt. Ungefähr 3 % der erwerbstätigen Südafrikaner arbeiten in der Tourismusbranche, für die weitere Zuwachsraten prognostiziert werden. Am 13. Mai 2002 präsentierte der südafrikanische Umwelt- und Tourismusminister Mohammed Valli Moosa Leitlinien für eine verantwortungsvolle Tourismusentwicklung in Südafrika. Damit sollte nicht nur der Tourismus im Land gefördert, sondern vor allem die einheimische Bevölkerung in die Planung und Entwicklung des Tourismus einbezogen werden. Besonders die ärmeren Schichten sollen so stärker vom Tourismus profitieren.
Bei der Einreise nach Südafrika erhalten Bürger aus den meisten EU-Ländern, aus Skandinavien und den USA einen Einreiseaufkleber (Entry Permit Sticker), der angibt, wie lange sie im Land bleiben dürfen. Diese automatische Einreiseerlaubnis gilt üblicherweise bis zu 90 Tage. Für Staatsbürger einiger anderer Länder gilt diese Erlaubnis ebenfalls, jedoch nur für bis zu 30 Tage. Für einen längeren Aufenthalt muss ein Visum beantragt werden.

## Wirtschaftskennzahlen
Die wichtigen Wirtschaftskennzahlen Bruttoinlandsprodukt, Inflation, Haushaltssaldo und Außenhandel entwickelten sich folgendermaßen:
| Veränderung des Bruttoinlandsprodukts (BIP), real | Veränderung des Bruttoinlandsprodukts (BIP), real | Veränderung des Bruttoinlandsprodukts (BIP), real | Veränderung des Bruttoinlandsprodukts (BIP), real | Veränderung des Bruttoinlandsprodukts (BIP), real | Veränderung des Bruttoinlandsprodukts (BIP), real | Veränderung des Bruttoinlandsprodukts (BIP), real | Veränderung des Bruttoinlandsprodukts (BIP), real | Veränderung des Bruttoinlandsprodukts (BIP), real | Veränderung des Bruttoinlandsprodukts (BIP), real | Veränderung des Bruttoinlandsprodukts (BIP), real | Veränderung des Bruttoinlandsprodukts (BIP), real | Veränderung des Bruttoinlandsprodukts (BIP), real | Veränderung des Bruttoinlandsprodukts (BIP), real | Veränderung des Bruttoinlandsprodukts (BIP), real | Veränderung des Bruttoinlandsprodukts (BIP), real | Veränderung des Bruttoinlandsprodukts (BIP), real | Veränderung des Bruttoinlandsprodukts (BIP), real | Veränderung des Bruttoinlandsprodukts (BIP), real | Veränderung des Bruttoinlandsprodukts (BIP), real | Veränderung des Bruttoinlandsprodukts (BIP), real |
| in % gegenüber dem Vorjahr                        | in % gegenüber dem Vorjahr                        | in % gegenüber dem Vorjahr                        | in % gegenüber dem Vorjahr                        | in % gegenüber dem Vorjahr                        | in % gegenüber dem Vorjahr                        | in % gegenüber dem Vorjahr                        | in % gegenüber dem Vorjahr                        | in % gegenüber dem Vorjahr                        | in % gegenüber dem Vorjahr                        | in % gegenüber dem Vorjahr                        | in % gegenüber dem Vorjahr                        | in % gegenüber dem Vorjahr                        | in % gegenüber dem Vorjahr                        | in % gegenüber dem Vorjahr                        | in % gegenüber dem Vorjahr                        | in % gegenüber dem Vorjahr                        | in % gegenüber dem Vorjahr                        | in % gegenüber dem Vorjahr                        | in % gegenüber dem Vorjahr                        | in % gegenüber dem Vorjahr                        |
| ------------------------------------------------- | ------------------------------------------------- | ------------------------------------------------- | ------------------------------------------------- | ------------------------------------------------- | ------------------------------------------------- | ------------------------------------------------- | ------------------------------------------------- | ------------------------------------------------- | ------------------------------------------------- | ------------------------------------------------- | ------------------------------------------------- | ------------------------------------------------- | ------------------------------------------------- | ------------------------------------------------- | ------------------------------------------------- | ------------------------------------------------- | ------------------------------------------------- | ------------------------------------------------- | ------------------------------------------------- | ------------------------------------------------- |
| Jahr                                              | 2002                                              | 2003                                              | 2004                                              | 2005                                              | 2006                                              | 2007                                              | 2008                                              | 2009                                              | 2010                                              | 2011                                              | 2012                                              | 2013                                              | 2014                                              | 2015                                              | 2016                                              | 2017                                              | 2018                                              | 2019                                              | 2020                                              | 2021                                              |
| Veränderung in % gegenüber Vorjahr                | 3,7                                               | 3,0                                               | 4,6                                               | 4,9                                               | 5,6                                               | 5,4                                               | 3,2                                               | −1,5                                              | 3,0                                               | 3,2                                               | 2,4                                               | 2,5                                               | 1,5                                               | 1,3                                               | 0,7                                               | 1,2                                               | 1,5                                               | 0,1                                               | −6,4                                              | 4,9                                               |
| Quellen:Weltbank                                  |                                                   |                                                   |                                                   |                                                   |                                                   |                                                   |                                                   |                                                   |                                                   |                                                   |                                                   |                                                   |                                                   |                                                   |                                                   |                                                   |                                                   |                                                   |                                                   |                                                   |

| Entwicklung des BIP (nominal) | Entwicklung des BIP (nominal) | Entwicklung des BIP (nominal) | Entwicklung des BIP (nominal) | Entwicklung des BIP (nominal) | Entwicklung des BIP (nominal) | Entwicklung des BIP (nominal) | Entwicklung des BIP (nominal) | Entwicklung des BIP (nominal) | Entwicklung des BIP (nominal) | Entwicklung des BIP (nominal) |
| ----------------------------- | ----------------------------- | ----------------------------- | ----------------------------- | ----------------------------- | ----------------------------- | ----------------------------- | ----------------------------- | ----------------------------- | ----------------------------- | ----------------------------- |
| Jahr                          | 2012                          | 2013                          | 2014                          | 2015                          | 2016                          | 2017                          | 2018                          | 2019                          | 2020                          | 2021                          |
| BIP absolut (in Mrd. US$)     | 434                           | 401                           | 381                           | 347                           | 323                           | 381                           | 405                           | 388                           | 335                           | 420                           |
| BIP je Einw. (in Tsd. US$)    | 8,2                           | 7,5                           | 7,0                           | 6,3                           | 5,8                           | 6,7                           | 7,0                           | 6,6                           | 5,7                           | 7,0                           |
| Quellen: gtaiIWF, Weltbank    |                               |                               |                               |                               |                               |                               |                               |                               |                               |                               |

| Entwicklung der Inflationsrate | Entwicklung der Inflationsrate | Entwicklung der Inflationsrate | Entwicklung der Inflationsrate | Entwicklung der Inflationsrate | Entwicklung der Inflationsrate | Entwicklung der Inflationsrate | Entwicklung der Inflationsrate | Entwicklung der Inflationsrate | Entwicklung des Haushaltssaldos                    | Entwicklung des Haushaltssaldos                    | Entwicklung des Haushaltssaldos                    | Entwicklung des Haushaltssaldos                    |
| in % gegenüber dem Vorjahr     | in % gegenüber dem Vorjahr     | in % gegenüber dem Vorjahr     | in % gegenüber dem Vorjahr     | in % gegenüber dem Vorjahr     | in % gegenüber dem Vorjahr     | in % gegenüber dem Vorjahr     | in % gegenüber dem Vorjahr     | in % gegenüber dem Vorjahr     | in % des BIP („minus“ = Defizit im Staatshaushalt) | in % des BIP („minus“ = Defizit im Staatshaushalt) | in % des BIP („minus“ = Defizit im Staatshaushalt) | in % des BIP („minus“ = Defizit im Staatshaushalt) |
| ------------------------------ | ------------------------------ | ------------------------------ | ------------------------------ | ------------------------------ | ------------------------------ | ------------------------------ | ------------------------------ | ------------------------------ | -------------------------------------------------- | -------------------------------------------------- | -------------------------------------------------- | -------------------------------------------------- |
| Jahr                           | 2014                           | 2015                           | 2016                           | 2017                           | 2018                           | 2019                           | 2020                           | 2021                           | Jahr                                               | 2021                                               | 2022                                               | 2023                                               |
| Inflationsrate                 | 6,1                            | 4,6                            | 6,3                            | 5,2                            | 4,5                            | 4,1                            | 3,2                            | 4,6                            | Haushaltssaldo                                     | −6,4                                               | −5,8*                                              | −6,1*                                              |
| Quellen: Weltbank, gtai        | Quellen: Weltbank, gtai        | Quellen: Weltbank, gtai        | Quellen: Weltbank, gtai        | Quellen: Weltbank, gtai        | Quellen: Weltbank, gtai        | Quellen: Weltbank, gtai        | Quellen: Weltbank, gtai        | Quellen: Weltbank, gtai        | Quellen: Weltbank, gtai                            | * = Prognose                                       | * = Prognose                                       | * = Prognose                                       |

| Entwicklung des Außenhandels                                 | Entwicklung des Außenhandels                                 | Entwicklung des Außenhandels                                 | Entwicklung des Außenhandels                                 | Entwicklung des Außenhandels                                 | Entwicklung des Außenhandels                                 | Entwicklung des Außenhandels                                 |
| in Mrd. US$ und seine Veränderung gegenüber dem Vorjahr in % | in Mrd. US$ und seine Veränderung gegenüber dem Vorjahr in % | in Mrd. US$ und seine Veränderung gegenüber dem Vorjahr in % | in Mrd. US$ und seine Veränderung gegenüber dem Vorjahr in % | in Mrd. US$ und seine Veränderung gegenüber dem Vorjahr in % | in Mrd. US$ und seine Veränderung gegenüber dem Vorjahr in % | in Mrd. US$ und seine Veränderung gegenüber dem Vorjahr in % |
| ------------------------------------------------------------ | ------------------------------------------------------------ | ------------------------------------------------------------ | ------------------------------------------------------------ | ------------------------------------------------------------ | ------------------------------------------------------------ | ------------------------------------------------------------ |
|                                                              | 2018                                                         | 2018                                                         | 2019                                                         | 2019                                                         | 2020                                                         | 2020                                                         |
|                                                              | Mrd. US$                                                     | % gg.Vj.                                                     | Mrd. US$                                                     | % gg.Vj.                                                     | Mrd. US$                                                     | % gg.Vj.                                                     |
| Einfuhr                                                      | 92,6                                                         | +11,5                                                        | 88,0                                                         | −5,0                                                         | 68,9                                                         | −21,7                                                        |
| Ausfuhr                                                      | 93,7                                                         | +6,2                                                         | 89,4                                                         | −4,6                                                         | 85,2                                                         | −4,7                                                         |
| Saldo                                                        | +1,0                                                         |                                                              | +1,4                                                         |                                                              | +16,3                                                        |                                                              |
| Quelle: gtai                                                 |                                                              |                                                              |                                                              |                                                              |                                                              |                                                              |

| Export (in Prozent) nach | Export (in Prozent) nach | Import (in Prozent) von | Import (in Prozent) von |
| ------------------------ | ------------------------ | ----------------------- | ----------------------- |
| Volksrepublik China      | 11,5                     | Volksrepublik China     | 20,8                    |
| Vereinigte Staaten       | 8,4                      | Deutschland             | 9,1                     |
| Deutschland              | 7,5                      | Vereinigte Staaten      | 6,4                     |
| Vereinigtes Königreich   | 5,0                      | Indien                  | 5,2                     |
| Japan                    | 4,5                      | Saudi-Arabien           | 3,9                     |
| Niederlande              | 3,9                      | Nigeria                 | 3,1                     |
| Botswana                 | 3,8                      | Thailand                | 3,1                     |
| sonstige Staaten         | 55,4                     | sonstige Staaten        | 48,4                    |

## Staatshaushalt
Der Staatshaushalt umfasste 2009 Ausgaben von umgerechnet 94,6 Milliarden US-Dollar, dem standen Einnahmen von umgerechnet 77,9 Milliarden US-Dollar gegenüber. Daraus ergibt sich ein Haushaltsdefizit in Höhe von 5,9 % des BIP.
Die Staatsverschuldung betrug 2009 82,8 Milliarden US-Dollar oder 29,5 % des BIP.
Anteil der Staatsausgaben 2006 (in % des BIP) verschiedener Bereiche:
- Gesundheit: 8,0 %[44]
- Bildung: 5,4 %[43]
- Militär: 1,7 %[43]

## Internationale Abkommen
Seit 1975 ist ein Doppelbesteuerungsabkommen mit Deutschland in Kraft, seit 2008 gibt es einen Text für ein neues Abkommen, das aber noch nicht in Kraft getreten ist (Stand 2015).